# Césarée Paris
Pour les articles homonymes, voir Césarée (homonymie).
Césarée Paris est une maison parisienne internationale de bijouterie de luxe française fondée en 1980.

## Histoire

### Les origines
Césarée, société familiale créée par Richard et Tita Coupelon (Architecte et Décoratrice) a vu le jour en 1980. À l’origine, basée à Saint-Raphaël où se trouve toujours son siège social, elle présentait dans sa boutique des objets de décoration, artisanat et pièces anciennes, sélectionnées avec soin, en provenance d'Inde et d'Asie, ainsi que des bijoux déjà créés par Laurence Coupelon.

### Laurence Coupelon
Laurence Coupelon a hérité de ses parents, amateurs d’Art, une forte attirance pour l'Asie. Après de longues études aux langues orientales qui l’amènent jusqu’au doctorat de chinois, elle trouve tout naturellement son inspiration dans ses nombreux voyages. Sa passion de la Chine et son grand intérêt pour les civilisations d’Asie lui ont permis de développer sa sensibilité artistique au travers de Césarée.

## Univers
Ses créations, en constante évolution, vont d’une inspiration ethnique brute à des bijoux «couture» de caractère qui mêlent les matières naturelles telles que le bois, l'os, la corne, le corail, la turquoise, les pierres fines, les pâtes de verre ou encore le métal pour les collections ou bien les pièces anciennes chinoises, afghanes, turkmènes… pour les pièces uniques.

## Évolution
- En 1987, Césarée s'installe à Paris, rue Madame, et tout en créant ses propres lignes, Laurence travaille pour de grands couturiers.
- Parallèlement, Césarée participe à différents salons professionnels de mode et de décoration qui lui permettent d’asseoir sa notoriété et d’élargir sa clientèle en France et à l’étranger.
- En 1996, devant le succès croissant de ses lignes, Césarée rejoint le quartier couture au cœur de Saint-Germain des Prés, où Laurence Coupelon ouvre sa boutique au 11, rue du Dragon, selon le concept de ses débuts qui associe ses créations à des objets de décoration venus du monde entier.